# Diocèse de Sagone
Pour les articles homonymes, voir Sagone (homonymie).
Le diocèse de Sagone (en latin : Dioecesis Sagonensis) est une ancienne circonscription ecclésiastique de l'Église catholique en France. Il est un des six diocèses historiques de l'île de Corse. Fondé au VIe siècle, il fut supprimé en 1801.
Il est rétabli comme siège titulaire en 2002.

## Géographie
Le diocèse était situé à Sagone en Corse, aujourd'hui la marine de la commune de Vico située au fond du golfe de Sagone.

## Histoire
Sagone (Savona) fut autrefois une cité importante de Corse. Bien avant 591, Sagone était déjà un évêché comme en témoigne une lettre de Saint Grégoire le Grand écrite en 591, et commençant par : « La charge de pontife nous oblige de veiller avec un zèle empressé aux intérêts d'une église privée de son évêque. Comme nous avons appris que l'église de Sagone se trouve, par la mort de son évêque, sans direction depuis de nombreuses années, nous avons cru devoir vous charger de la visite de cette église, afin que vous preniez les mesures que réclame son intérêt… ».

« Or, si nous consultons la liste des évêques de Sagone, nous trouvons d'abord dans Ughelli (Italia Sacra, tom. III. p. 515-522) que le premier évêque de Sagone dont il soit fait mention, assista au concile de Latran, tenu par le pape Alexandre III, l'an 1179. Quant au nom de l'évêque, il est resté inconnu. Gams (Series episcoporum, Ratisbonœ, 1873), indique au mois d'avril 1123, la nomination d'un évêque de Sagone, dont le nom n'est pas connu davantage. Il est vrai qu'Ughelli fait remonter beaucoup plus haut l'érection de l'évêché de Sagone, mais la date qu'il assigne est encore loin d'être exacte. Nous citons : Sagone, ville de la Corse très ancienne et bâtie sur un sol fertile, fut autrefois détruite par les Turcs, et aujourd'hui on en trouve à peine quelques ruines (Ughelli écrivait vers le milieu du XVIIe siècle). L'évêque réside ordinairement sur le territoire de Vico ou de Calvi. Dans chacun de ces deux endroits il y a une église cathédrale de médiocre grandeur, l'une dédiée à N. D. de l'Assomption, l'autre, celle de Calvi, à Saint Jean Baptiste. On sait qu'au temps du pape Pascal Ier (de 817 à 824), après l'expulsion des Sarrasins, on érigea en Corse cinq évêchés, dont un à Sagone. »

— Lucien Auguste Letteron in La Corse dans la correspondance de Saint-Grégoire le Grand, Bulletin de la Société des sciences historiques et naturelles de la Corse - Bastia, mai 1881 5e fascicule

### Résidence épiscopale
Le diocèse de Sagone avait été créé au VIIe siècle à la suite du transfert de l’évêché de Tanata. Résidence épiscopale, la cathédrale Sant' Appiano avait été construite en bordure de côte, à Savona.
Durant des siècles Sagone fut le siège d'un évêché, l'un des six diocèses de l'île puis l'un des cinq diocèses lorsque Accia fusionna en 1563 avec Mariana. La cathédrale avait été la résidence de 36 évêques de Sagone de 601 à 1569.
En 1569, ravagée plusieurs fois par les Barbaresques, la ville de Sagone fut désertée par Girolamo Leoni, l'évêque en titre, qui se réfugia à Vico. De 1569 à 1625, Vico servit de résidence à quatre évêques successifs de Sagone. En 1625, l'évêque gagna la forteresse génoise de Calvi où le diocèse fut transféré jusqu'en 1790.
Les vestiges de l'ancienne cathédrale Sant'Appiano et d'une chapelle sont encore visibles près de la marine de Sagone, sur la commune de Vico.

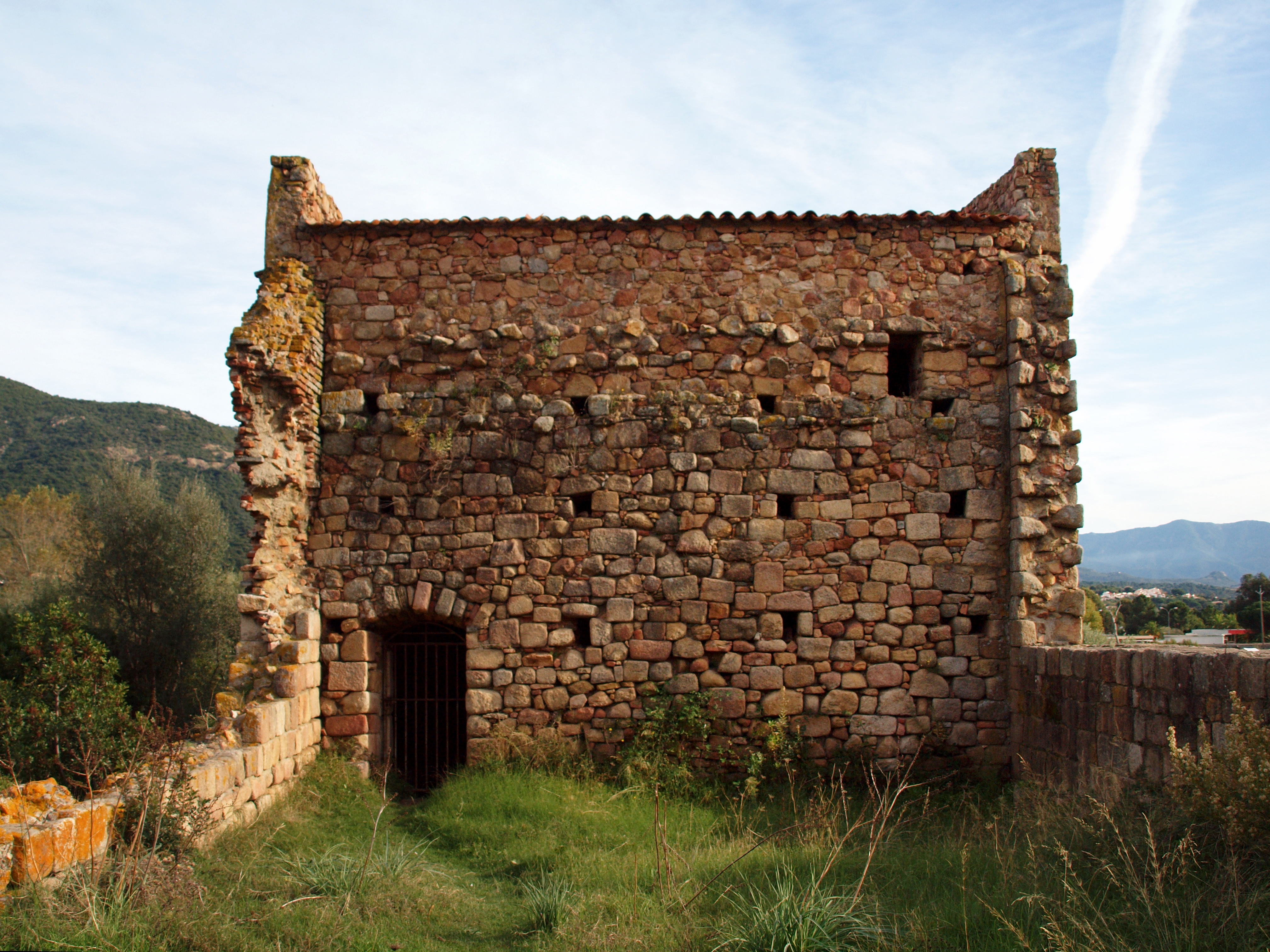
Vue occidentale de l'ancienne cathédrale Sant' Appiano.
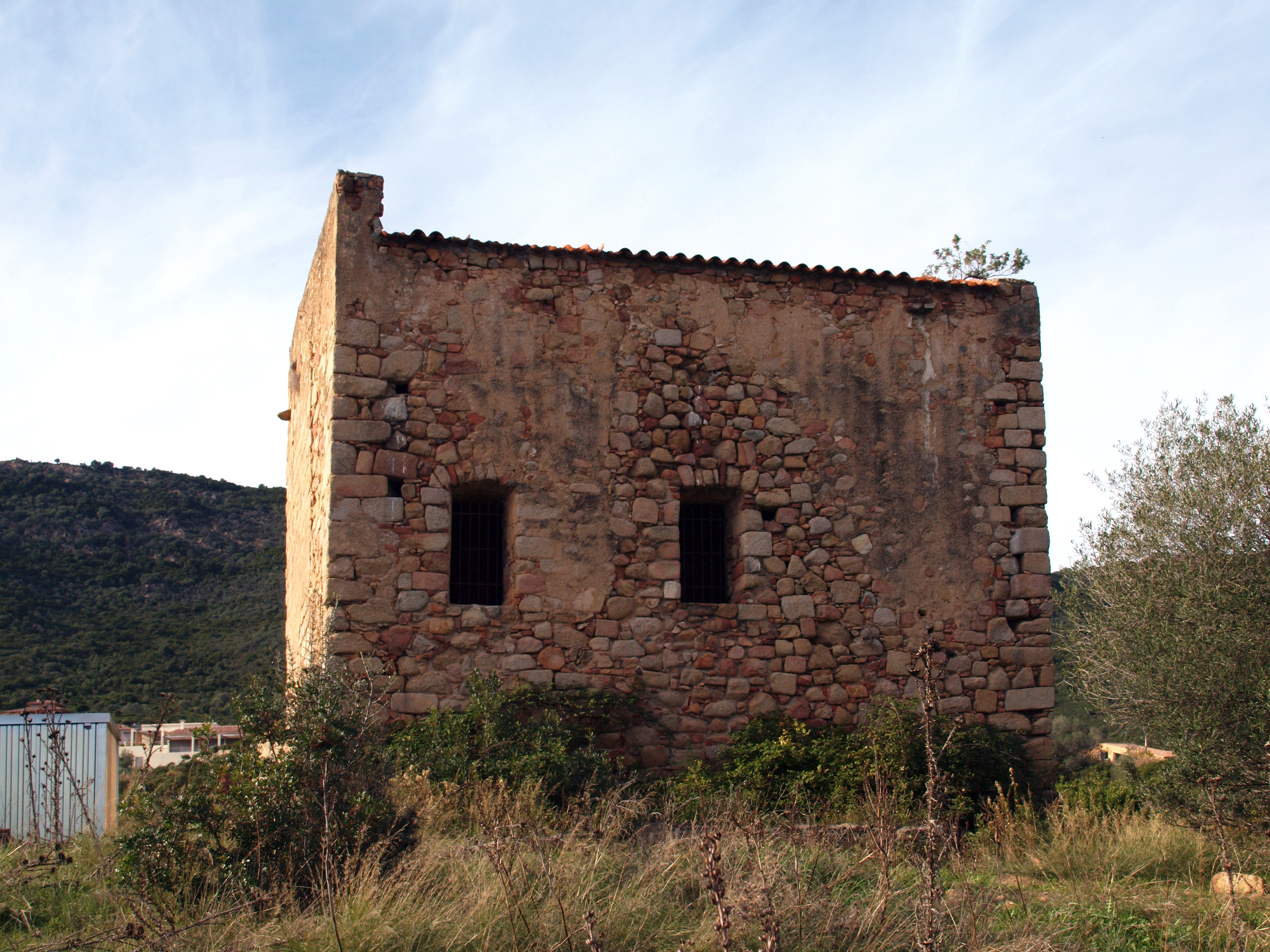
Façade orientale.
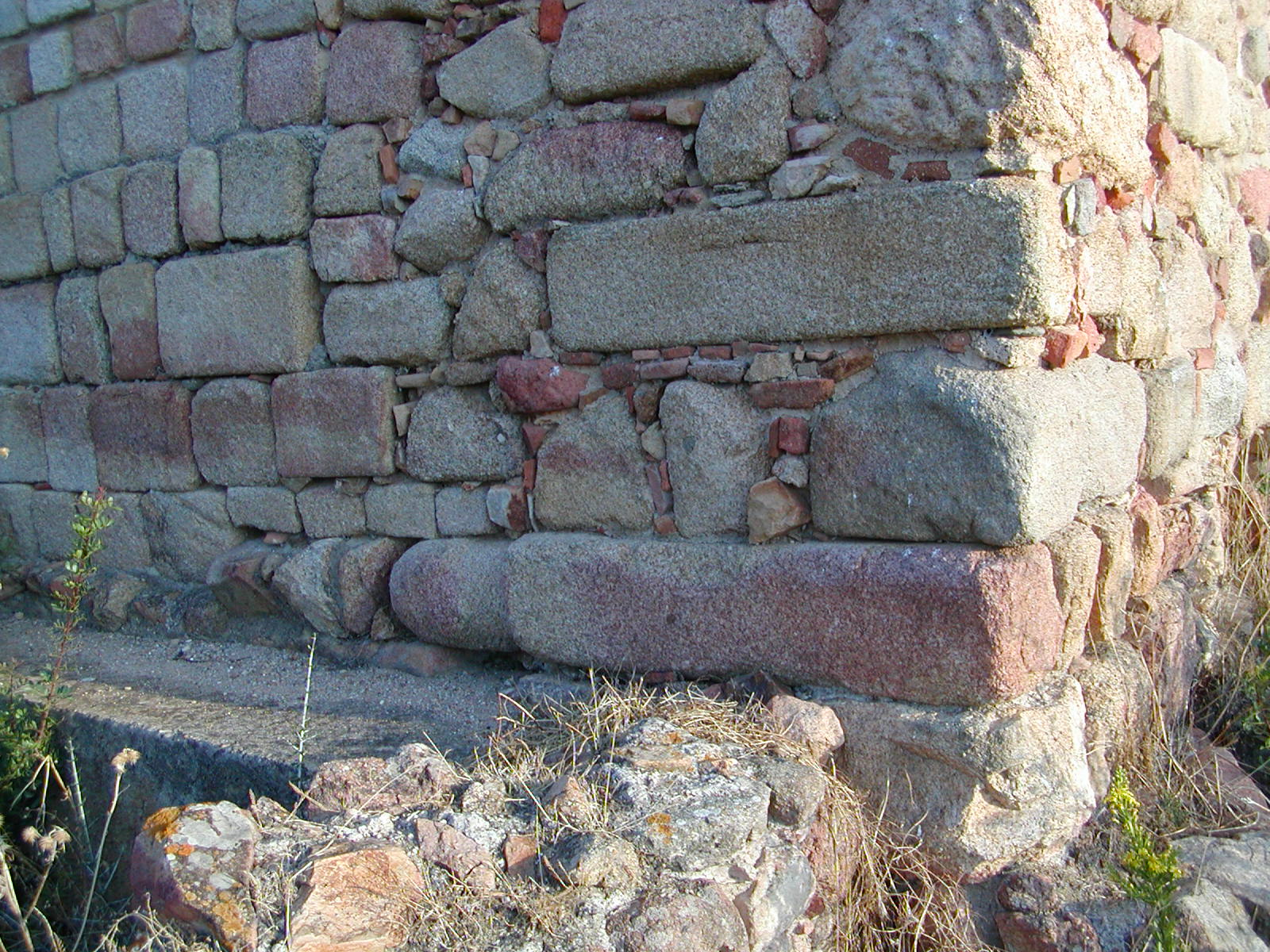
Menhir à la base de l'édifice.
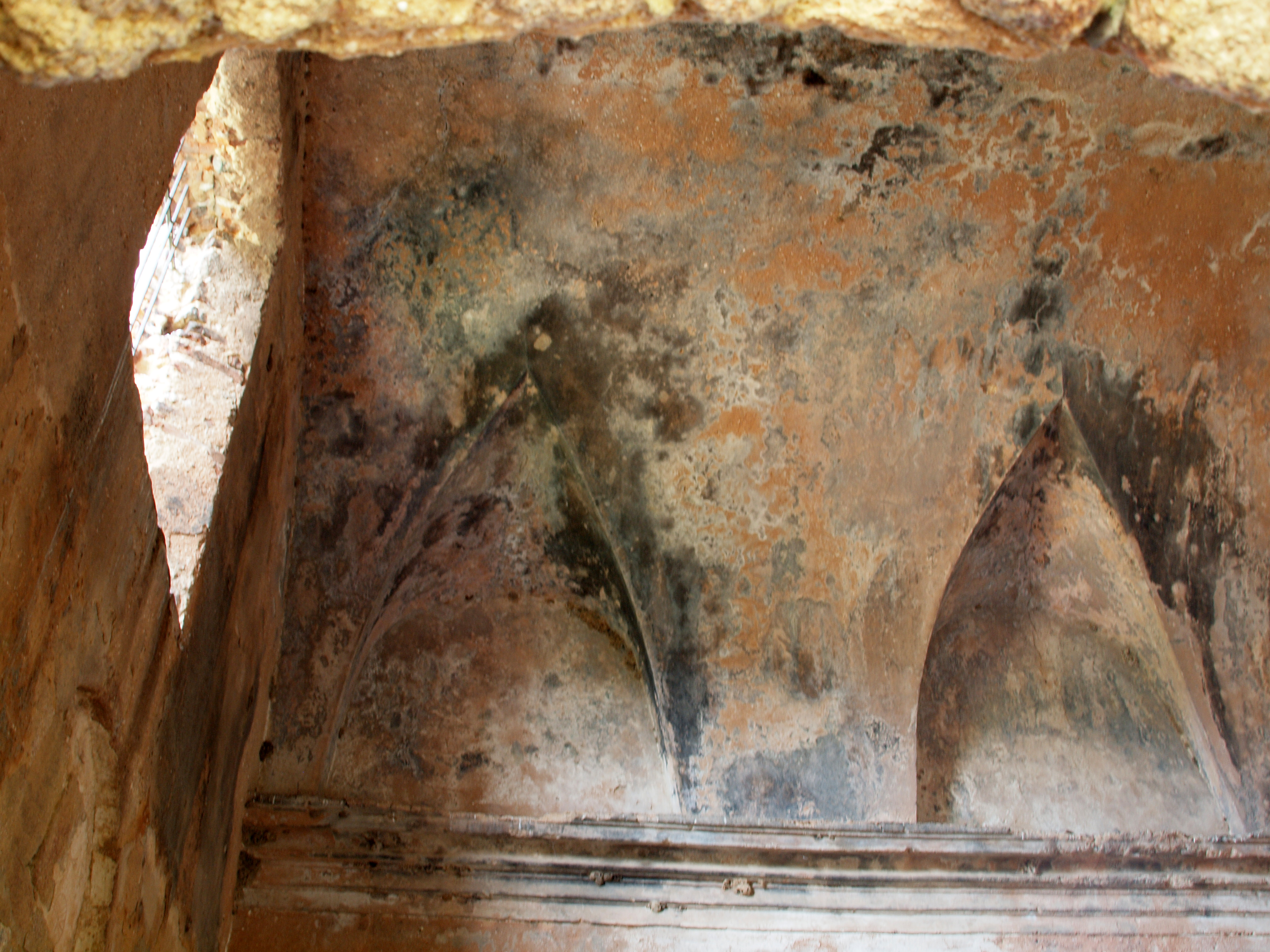
Partie de voûte.
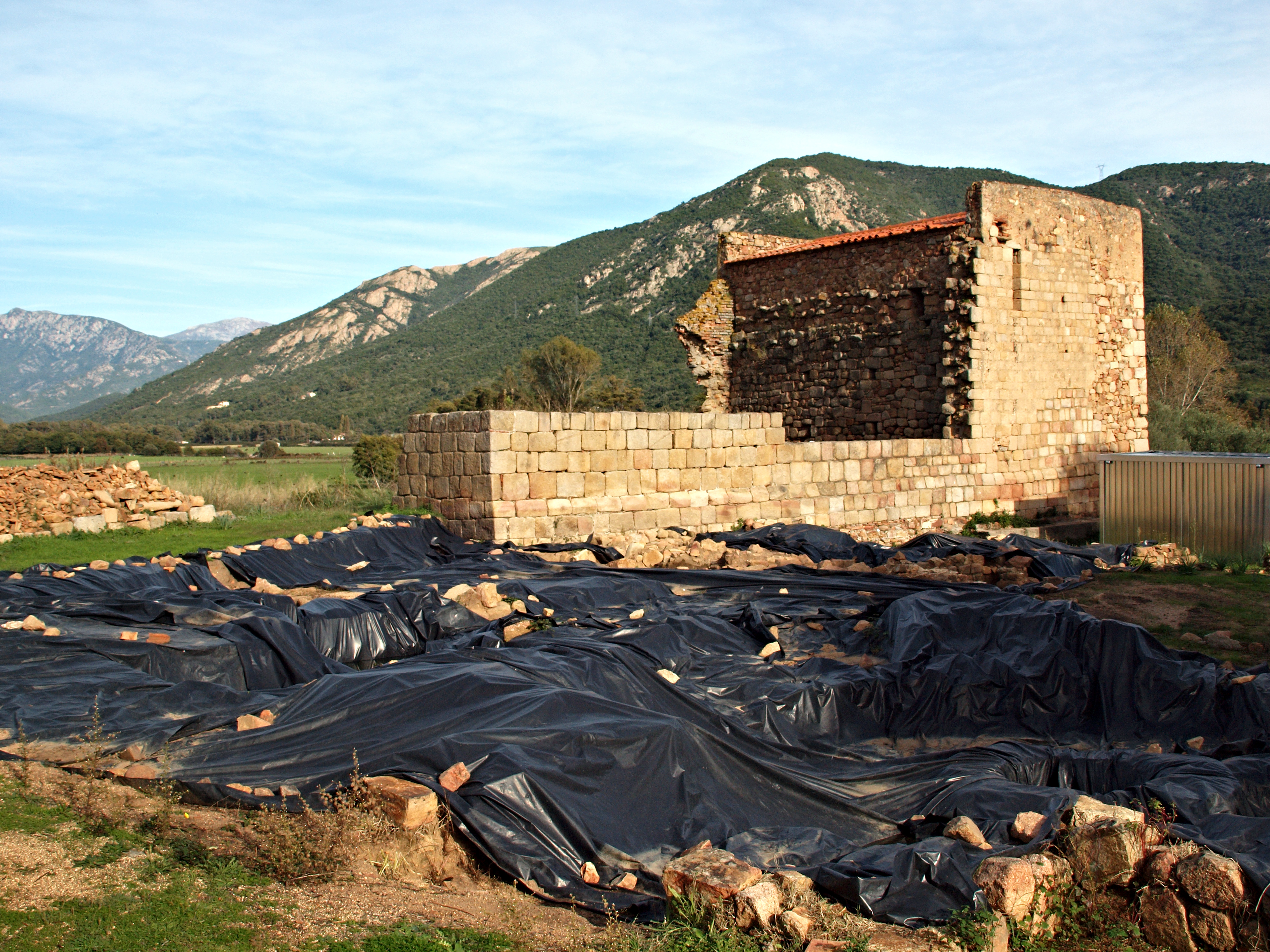
Site archéologique Sant' Appiano de Sagone.
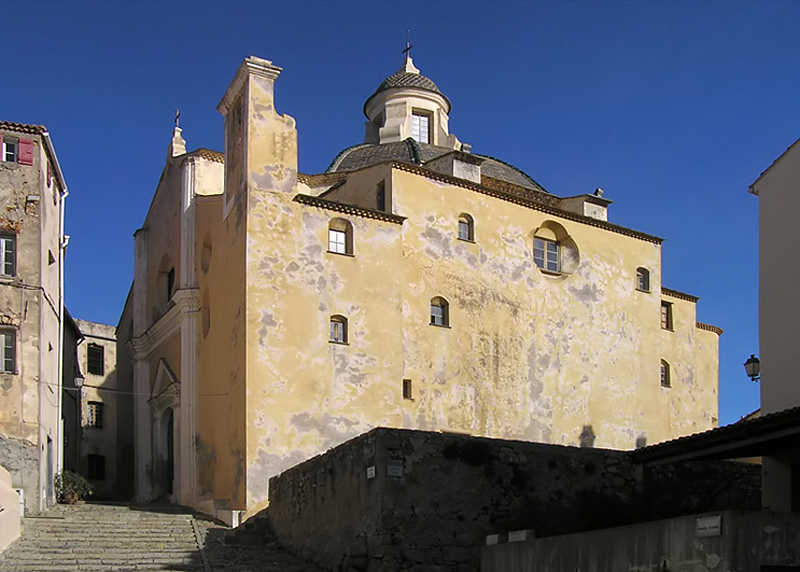
Pro-cathédrale Saint-Jean-Baptiste de Calvi.

Depuis le Concordat de 1801 et jusqu'à nos jours, le diocèse de Sagone et tous les autres diocèses corses sont incorporés au diocèse d'Ajaccio.

### Époque contemporaine
Sagone est devenu un siège épiscopal titulaire, ce que l'on appelait autrefois diocèse in partibus infidelium, accordé à un prélat chargé d'une mission importante dans l'Église catholique mais qui n'est pas celle d'un diocèse résidentiel. Son titulaire actuel est Paolo Rocco Gualtieri, responsable des relations avec les États à la secrétairerie d'État. Actuellement[Quand ?] tous les titulaires de ce siège ont été nommés à la dignité d'archevêque.

## Évêques

### Évêques titulaires de Sagone
| Début         | Fin             | Nat.   | Nom                         | Fonction exercée                                                          |
| ------------- | --------------- | ------ | --------------------------- | ------------------------------------------------------------------------- |
| 18 mai 2002   | 14 février 2015 | France | Cardinal Dominique Mamberti | Nonce apostolique, préfet du tribunal suprême de la Signature apostolique |
| 13 avril 2015 |                 | Italy  | Paolo Rocco Gualtieri       | Nonce apostolique à Madagascar puis au Pérou                              |